# Gouvernorat méridional
Le gouvernorat méridional (arabe : المحافظة الجنوبية al-Muhafazah al-Janobiyah) est l'un des cinq gouvernorats de Bahreïn, le plus vaste du royaume mais aussi le moins peuplé.
La province est constituée de toute la partie Sud de l'Île de Bahreïn et des îles Hawar proches des côtes du Qatar.